# De nieuwe zondvloed
De nieuwe zondvloed is een Joods volksverhaal.

## Het verhaal
De mensen zondigen opnieuw tegen God en medemens. Politieke verdragen worden geschonden, zakelijke afspraken niet nagekomen. De jeugd komt in opstand tegen de ouderen en soldaten tegen hun meerderen. Mannen zijn ontrouw en ambtenaren zijn corrupt. Kleine landen worden door machtige staten geknecht.
Er komt over twee weken een nieuwe zondvloed en de wereldleiders schrikken. De gevangenissen worden opengezet. Er is gratis alcohol en bordelen worden geopend. Geld wordt in de straten gegooid, mensen kunnen kopen wat ze willen. Alleen in Israël moeten de mensen binnen twee weken leren zwemmen.